# Kosrae-szigeti vízicsibe
A kosrae-szigeti vízicsibe (Porzana monasa) a madarak osztályának a darualakúak rendjébe és a guvatfélék családjába tartozó kihalt faj.

## Felfedezése
A fajt 1827-ben fedezte fel Heinrich von Kittlitz. Már őszerinte is ritka faj volt. Kihalását az 1830-as és 1840-es években a szigetre érkező patkányok okozták. Otto Finsch, a szigetre érkező következő tudós már nem talált élő egyedet. De nem csak a vízicsibe tűnt el, hanem a szintén endemikus kosrae-szigeti seregély is.

## Előfordulása
A Mikronézia államhoz tartozó Kosrae-szigeten élt.

## Megjelenése
Testhossza 18 centiméter volt.